# Балто-фински народи
Балто-фински народи (фински народи), или само Балто-финци или Балтички Финци (Финци), или Западни Финци, су угро-финска подгрупа, која укључујe народе који насељавају простор Балтичког мора у североисточној Европи и који говоре балто-финским (финским) језицима: фински, естонски (укључујући вирошки и сетски), карелијски (укључујући лудишки), вепски, ижорски, вотски и ливонски. У неким случајевима су финске подгрупе Квенси, Ингерманландијци и Торнедалци (говорници мејанкиелског или торнедалског финског дијалекта) укључени у ову групу као посебни народи.
Највећи део Балто-финаца су етнички Финци и Естонци (више од 98%), који живе у две независне финачке државе – Финска и Естонија.
Балто-финци су такође значајне мањинске групе у Шведској, Норвешкој и Русији.

## Теорије о пореклу
Према Теорији миграције, која се заснивала првенствено на компаративној лингвистици, прото-фински народ је мигрирао из древне домовине негде са северозапада Сибира или западне Русије на обале Балтичког мора око 1000. године пре нове ере. То је време када су се Финци и Естонци раздвојили. Недавно модификована форма Теорије миграције је добила нову подршку међу млађом генерацијом лингвиста који сматрају да археологија, гени или краниометријски подаци не могу пружити доказе о променама праисторијских језика.
Током протеклих 30 година, научна истраживања физичке антропологије, краниометрије и молекуларних анализа ДНК митохондрија и хаплогрупа Y-хромозома хуманог ДНКа су смањиле веродостојност Теорије миграције - значајна миграција ка западу креће око пре 3 000 година. Теорија континуитета насељавања тврди да су генетски преци Угрофинаца били међу првим аутохтоним народима Европе.
Научници се слажу до одређене мере о пореклу људи који су живели на подручју Балтичког мора током Мезолита. Предложено је да су угро-финска племена стигла у балтичку регију са истока или југоистока у периоду 4000—3000. п. н. е, када је дошло до спајања са локалним становништвом и усвајања прото-угро-финског језика. Чланови ове нове етничке групе се сматрају прецима модерних Естонаца.
Подаци о Y-хромозому су такође открили заједничког угро-финског мушког претка са суседним балтичким народима, који је говорио индо-европски балтички језик. Према студијама, мушкарци са Балтика су најсроднији Поволшким Финцима и Маријцима, а не Балто-финцима. Резултати сугеришу да су територије Естоније, Летоније и Литваније насељене угро-финским племенима још од раног мезолитског периода.
С друге стране, неки лингвисти сматрају да балто-фински језик није могао да постоји у том периоду. Према овим ставовима, угро-фински језици су се појавили Финској и на Балтику током раног бронзаног доба (око 1.800 п. н. е.), ако не касније.

## Усмена поезија Балто-финаца
Балто-финци имају заједничко културно наслеђе: древне "rуне" песме, чија је старост процењена на 2.500 година. Вепи су једини балто-фински људи који немају значајне збирке калевалске усмене поезије. Поетска традиција је укључивала епске песме (познате углавном у Карелији и Ингрији, које су можда ту једино опстале), лирске песме и магијске песме.
Древно рунско певање инспирисало је стварање модерне народне епике Финске и келевала које је писао Елиас Лонрот, а музику компоновао Арво Парт, најпознатији естонски композитор класичне музике.
Џ. Р. Р. Толкин је истакао важност келевала као извора легендаријума, укључујући трилогију Господар прстенова.

## Историја балто-финских народа

### Мезолит
Регион је насељен од краја последње глацијалне ере, пре око 10.000 п. н. е. Најранији трагови људског насеља су повезани са суомусјарвском културом и кундском културом. Рано мезолитско насеље Пули се налази на реци Парну. Насеље је настало око 9. миленијума п. н. е. Кундска култура добила је име по локалитету "Ламасме" у северној Естонији и настала око 8500. године п. н. е. Коштани и камени артефакти, слични онима из кундског периода, откривени су и на другим местима у Естонији, Летонији, северној Литванији и јужној Финској.

### Неолит
Око 5300. године пре нове ере, грнчарија и пољопривреда се појављују у Финској. Најранији пронађени примерци припадају култури чешаљске керамике, позната по својим декоративним шарама које изгледају као да су цртане чешљом. Ово означава почетак неолитског периода.

#### Култура чешаљске керамике
До раних осамдесетих година долазак финских народа, предака Естонаца, Финаца и Ливонаца на обали Балтичког мора пре око око 3000. године п.н., био је повезан са "култура чешаљске керамик" Међутим, такво повезивање археолошки дефинисаних културних ентитета са језичким се не може доказати. Пораст броја археолошких налазишта из тог периода је повезано са економским бумом који се десио због глобалног затопљавања. Неки истраживачи чак су тврдили да се у Естонији и Финској од краја последње глацијације могао говорити неки облик уралских језика.

### Бронзано доба
Почетак бронзаног доба у Естонији је датиран приближно 1800. године пре нове ере, а у данашњој Финској нешто након 1500. године пре нове ере. Приобалне регије Финске биле су део нордијске бронзане културе, док су ценрални делови били под утицаје бронзане културе Северне Русије. Прва утврђена насеља, Асва и Ридала на острву Сарема и Иру у северној Естонији су почела да се граде. Развој бродоградње је олакшао ширење бронзе. Промене су захватиле и стил израдње гробница. Нови обреди сахрањивања, камене крипте и кремација, су се почели ширити од германских ка естонским подручјима и постали су заступљеније у односу на ранију праксу сахрањивања у малим чамцима.

### Гвоздено доба
Гвоздено доба пре Римљана је почело око 500. п. н. е. и трајало је до средине 1. века. Најстарији гвоздени објекат који је пронађен је увезен, иако постоје долази да је од 1. века гвожђе вађено из локалних мочвара. Села су се налазила на местима која су нудила природну заштиту. Градили су тврђаве, мада су само привремено коришћене. Појава ограђених квадратних келтског поља у Естонији датира из периода гвозденог доба пре Римљана. Већина пронађеног камења је са уметничким урезима, вероватно повезани са магијским ритуалима за повећање плодности усева, датирају из овог периода. Из овог периода креће употреба четвероугаоних гробница. Начини покопавања показују јасан почетак друштвене стратификације.
Римско гвоздено доба је грубо датирано између 50 н.е. и 450 н.е, и види се јасан утицај Римског царства. Ово се огледа у проналаску неколико римских новчића, неког накита и разних артефаката. Обиље гвоздених артефаката у јужној Естонији говоре о ближим копненим везама са јужним подручјима, док су приобални део Финске и острва западне и северне Естоније комуницирале са својим суседима углавном морским путем.
До краја периода, јасно су се дефинисале племенске дијалектичке области - Финци, Тавастијанци, Карели, северни Естонци, Јужни Естонци и западни Естонци укључујући острвљане - становништво је почело да формира етнички идентитета.

### Рани средњи век

#### Фински народи у хроникама
Термин  Фин  први пут спомиње у облику  фени  риски историчар Тацит у 1. веку. Међутим, могуће је да се он односи на људе северне Европе уопште, посебно Лапонце. Након тога име "фини" користи Клаудије Птолемеј (око 150.) године и источни римски писац Јорданес у својој Гетици (551). Помињање племена из Финске постаје учесталије од Викинга (800-1050). Тек око 1171. године реч "Фини" је била употребљена да означи Финце.
Термин Ести, име за Естонце помиње први Тацитус, међутим, то се можда односило на народе Балтика. У северним сагама (13. век) се користи да би означио Естонце.
У норвешким текстовима (11-12 век) име Кириали се односи на Карелијанце, док се термин корнути Фини интерпретира као помињање Лапонаца.
У почетним поглављима Повести минулих лета, у делу који пише о Јафету, наводе се следећи народи: Чуди, Мериа, Мурома, Вепси, Мордвини (Мокшани и Ерзјани), Перми, Печера, Иам, Угра и Ливонци.
Име Сум, вероватно значи Суоми (Финска на финском), је пронађено у Несторовим хронимака (1000–1100). Листа са именима осталих финских племена укључује: Вепсе, Черемисе, Мордвине (Мокшане и Ерзјане) и Перме.
Чуде које је поменуо монах Нестор у најранијим руским хроникама се у контексту 11. века обично сматрају Естонцима, мада се понекад односило на све Балто-финце на северозападној Кијевској Русији. Према наводима Повести минулих лета Чуди су били ограничени Варјашким морем (Балтичко море). Године 1030. је у земљу Чуда дошао Јарослав Мудри и поставио темеље Јуријева, (историјско руско име за Тарту, Естонија). Они су остали до 1061. године, када су, према хроникима, Јуријев спалили Чуди. Према староруским хроникима, Чуди су били један од оснивача Руског каганат.
Северни (или источни) Чуди су такође били митски народ у фолклору северних Руса и њихових суседа.
У Коми митологији, Северни Чуди представљају митске претке Кома.

### Средњи век
У 13. веку, источни балтички свет трансформисан је војним окршајима: прво су покрштени и војно окупирани Ливци и Естонци, а затим и Финци, а понекад је долазило до истребљивања ових народа од стране Немаца, Данаца и Швеђана. Финска је припадала Шведској, док је Естонија била под витешким братством балтичких Немаца. Финска и Естонија постале су независне на почетку модерног доба 1917-1918; (види историја Финске и историја Естоније). Карели су остали под руском, а потом и совјетском владавином, а њихови апсолутни и релативни популациони бројеви су опадали. Са урбанизацијом, мањи народи се често лако асимилирају у водећа друштва.